# تيم والتون (لاعب كرة قدم أمريكية)
تيم والتون (بالإنجليزية: Tim Walton)‏ هو مدرب رياضي أمريكي، ولد في 11 مارس 1971 في كولومبوس في الولايات المتحدة.